# Трансцендентальная логика
Трансцендентальная логика (нем. Transzendentale Logik) — учение Канта о чистых правилах и понятиях рассудка, которые априори определяют наш опыт. Вторая часть Критики чистого разума. Трансцендентальная логика подразделяется на трансцендентальную аналитику и трансцендентальную диалектику.
По мысли Канта, формальная логика не является инструментом познания, она не может установить истину, её законы представляют собой «conditio sine qua non, т. е. отрицательное условие всякой истины, но дальше этого логика не может идти». Что касается трансцендентальной логики, то она является учением об основных категориях мышления и опыта; это не формальная, а предметная логика.

## Трансцендентальная логика
- Трансцендентальная логика